# Maro khabarum
Maro khabarum är en spindelart som beskrevs av Andrei V. Tanasevitch 2006. Maro khabarum ingår i släktet Maro och familjen täckvävarspindlar. Inga underarter finns listade i Catalogue of Life.